# Ralph Hansch
Ralph Lawrence Hansch, född 20 maj 1924 i Edmonton, död 29 februari 2008 i Edmonton, var en kanadensisk ishockeyspelare.
Hansch blev olympisk guldmedaljör i ishockey vid vinterspelen 1952 i Oslo.